# Dio (ebraismo)

Il tetragrammaton YHWH in fenicio (1100 a.C. - 300 d.C.), in aramaico (X secolo a.C.-I secolo d.C.) e in ebraico moderno: le quattro lettere vanno lette da destra verso sinistra.

La concezione di Dio nell'ebraismo è rigorosamente monoteistica. Dio è un essere unico indivisibile incomparabile, la causa prima dell'universo e causa ultima di tutta l'esistenza. La tradizione ebraica insegna che il vero aspetto di Dio è incomprensibile e inconoscibile, e che è solo l'apparenza rivelata di Dio che ha causato l'esistenza dell'universo e interagisce con l'uomo e col mondo.
Nell'ebraismo la divinità ha un nome proprio: in ebraico יַהְוֶה‎? o Iahvè; pronuncia Iavè, /jaˈvɛ/. Yahweh è il dio nazionale del popolo ebraico, descritto nell'Antico Testamento. Il suo nome ricorre più di 6000 volte nella Bibbia ebraica e una volta nell'iscrizione di Mesha, re di Moab (IX secolo a.C.). Nell'antica scrittura semitica, che non segna le vocali, il nome è composto solo da quattro consonanti (yōd, hē, wāw, hē) ed è perciò chiamato "Tetragramma". Per venerazione, non priva di qualche superstizione, gli ebrei già da più secoli a. C. evitavano di pronunciare il nome divino e ricorrevano, anche dove stava scritto nella Bibbia, ai nomi comuni di Adonai (Signore) o più raramente Elohim (Dio). Per questo motivo nelle antiche versioni greche (Septuaginta) e latine (Vulgata) della Bibbia il nome divino fu sostituito da κύριος, Dominus. «Quando più tardi i masoreti ... vocalizzarono il sacro testo, alle consonanti del nome tetragrammo apposero le vocali appunto di Adonai, o, raramente, di Elohim.»
Il nome YHWH è una combinazione del futuro, presente e passato del verbo "howa" ((HE)  הוה) che significa "essere" e tradotto significa letteralmente "L'Uno Autoesistente". Un'ulteriore spiegazione del nome fu data a Mosè quando YHWH dichiarò: "Eyeh Asher Eyeh" ((HE)  אהיה אשר אהיה) "Io Sono Colui Che È" (Esodo 3.14, tradotto anche " "Io Sono Colui Che Sono") – il nome si riferisce a Dio come Dio è veramente, l'Essenza rivelata di Dio, che trascende l'universo. Rappresenta inoltre la compassione di Dio verso il mondo. Nella tradizione ebraica un altro nome di Dio è Elohim, relativo all'interazione tra Dio e l'Universo, Dio manifestato nel mondo fisico, designando la giustizia di Dio, e significa: "Colui che è la totalità dei poteri, delle forze e delle cause dell'Universo".
Secondo la tradizione dell'ebraismo, l'unico dio d'Israele è il dio di Abramo, Isacco e Giacobbe, che è la guida del mondo, ha liberato gli Israeliti dalla schiavitù in Egitto e ha dato loro le 613 mitzvot sul monte Sinai, come descritto nella Torah. Ha anche dato le Sette Leggi di Noè a tutto il genere umano.
Nella religione ebraica e nella Torah, Dio è quindi visto come l'Essere supremo, creatore, governatore del mondo e degli uomini, giudice supremo e padre, la cui giustizia è temperata dalla misericordia, i cui propositi sono realizzati da agenti prescelti che possono essere sia individui sia nazioni. Dio comunica la sua volontà attraverso profeti e altri strumenti stabiliti.
La fede del popolo ebraico è in un primo momento un culto di monolatria (conosciuto anche come enoteismo): ogni popolo ha il suo Dio, ma il Dio del popolo ebraico è l'unico che quest'ultimo adora e serve. Sono eco di questa concezione passi biblici come quelli che dicono: "Il Signore è il nostro Dio, il più grande di tutti gli dèi", riferendosi in questo caso ai 70 angeli principi delle 70 Nazioni. Ci si riferisce a lui come il "Dio dei nostri padri", "il Dio di Abramo, Isacco e Giacobbe".
Il Dio degli ebrei è creatore di tutte le cose, che ha plasmato dal nulla. Il profeta Ezechiele, rappresentando la maestosità del "Creatore" e della sua perfetta organizzazione in un simbolico carro celeste, parlò della presenza di quattro creature viventi, cherubini, ai lati di questo carro. Ogni creatura aveva quattro facce che rappresentano i quattro principali archetipi angelici poi correlati nell'esegesi ebraica anche agli attributi di Dio. In particolare le figure descritte da Ezechiele sono:
- una faccia d'aquila, che simboleggia la profonda sapienza di Dio (Proverbi 2:6);
- una faccia di toro, che con la sua leggendaria potenza raffigura l'onnipotenza di Dio (Giobbe 37:23);
- una faccia di leone, simbolo della coraggiosa giustizia di Dio (Deuteronomio 32:4);
- una faccia d'uomo, simbolo dell'amore di Dio, in quanto l'uomo è l'unica creatura in grado di manifestare intelligentemente questa qualità.

Il Dio degli ebrei è un dio impegnato in loro favore (all'inizio), e verso tutti gli uomini (tempi più tardi). Israele nasce come popolo, secondo il racconto biblico, quando sperimenta che Dio lo libera della schiavitù d'Egitto. Da quel momento in avanti Dio è colui che dice "presente" (la radice del nome è la stessa radice del verbo essere coniugato al presente indicativo = Io sono = Io sono qui con te), e gli è accanto per accompagnarlo e salvarlo. Anche le circostanze dolorose, come cadere in mano dei nemici o l'Esilio babilonese, sono interpretate come un'azione di Dio che corregge il suo popolo a causa dei suoi peccati ma ciò solo in alcuni episodi storici infatti il fine della storia, apice della Creazione, riguarda l'era messianica.
Il culto dedicatogli da parte degli ebrei è attestato a partire dall'età del ferro, insieme ad altre divinità della religione siro-palestinese, nei regni ebraici di Israele e Giuda. In particolare, fu dopo il periodo dell'esilio babilonese (IV secolo AEV) che Dio fu promosso a dio unico, soppiantando El (dio supremo delle religioni del Vicino Oriente) e assumendone gli attributi (tra cui gli epiteti El Shaddai, "Dio Onnipotente", ed El Elyon, "Dio Altissimo"), nonché, in un primo momento, la consorte femminile Asherah.
Nella Bibbia ebraica, nella quale quindi, secondo la tradizione esegetica, Dio ed El sono da interpretare come lo stesso Dio, egli è descritto come potente e creatore (Genesi, 1), ma anche legato da un patto con la famiglia di Giacobbe: severo nel punire le colpe, attento verso i penitenti, a fasi alterne dio locale e dio universale.

## Nomi
Secondo l'Ebraismo ortodosso, i sette nomi di Dio sui quali gli scribi devono prestare particolare attenzione e le cui singole lettere non devono mai essere cancellate, sono: Yahweh, El, Eloah, Elohim, Elohay, Shaddai, Tzeva'ot.

### YHWH
Il nome "YHWH" è noto come Tetragramma — letteralmente: "le quattro lettere". Gli ebrei tradizionalmente non lo pronunciano, e si riferiscono a Dio invece con Hashem, letteralmente: "il Nome". Durante la preghiera il nome viene sostituito con Adonai, che potrebbe significare "il [mio] Signore".
Molti biblisti asseriscono che la vocalizzazione dell'ebraico יְהֹוָה‎ (ebr. moderno: Yehovah – tiberiense: Yəhōwāh) combini le consonanti YHWH con le vocali di "Adonai" come richiamo mnemonico, per impedire al lettore di pronunciare il nome proprio di Dio YHWH, che è proibito a tutti gli ebrei dopo la distruzione del Tempio di Gerusalemme. Pertanto, la pronuncia errata di Yəhōwāh sarebbe in realtà la conseguenza di una forma ibrida di annotazione, molto probabilmente sviluppata nel Medioevo dagli studiosi masoretici. Nella teologia cristiana a volte si presume che possa essere stata presente nelle tradizioni magiche al di fuori dell'Ebraismo, nella tarda antichità.
D'altro canto, alcuni esegeti sostengono che la pronuncia della combinazione masoretica di consonanti e vocali potrebbe riflettere una tradizione antica, dato che le vocali di "Yehovah" e "Adonai" non sono in realtà esattamente identiche, e molti nomi ebraici teoforici contengono "yeho" (le prime due sillabe di "Yəhōwāh "in ebraico - gio in italiano) all'inizio del nome, come ad esempio Yehoshua (Giosuè), Yehonatan (Gionata) e Yehoshafat (Giosafat). Ciò implica che una vocalizzazione del nome YHWH simile a quella indicata dai diacritici masoretici sia riflessa anche da quella di alcuni nomi ebraici antichi, e sarebbe quindi possibile che rispecchino una vocalizzazione del nome realmente utilizzata.

### Origine e significato del nome
Il nome in questa forma "Dio" (e altre) rappresenta una moderna versione accademica dell'ebraico biblico יהוה, parola composta da quattro lettere (yodh, he, waw, he, in qualche modo corrispondenti alle lettere dell'alfabeto latino YHWH, o JHVH) e perciò detta "tetragramma". La lingua ebraica (a tutt'oggi) è dotata di lettere dal valore consonantico, mentre la vocalizzazione (variabile e importante ai fini del significato delle parole) è indicata ortograficamente attraverso altri segni diacritici, notazioni vocaliche introdotte in epoca storica molto più tarda delle consonanti, perché adottate dai Masoreti intorno alla seconda metà del I millennio d.C. Mentre è indiscusso che il nome del dio ebraico è indicato nella Bibbia ebraica con le quattro lettere summenzionate, resta incerta la sua pronuncia e oggetto di dibattito sia tra gli studiosi, sia tra i fedeli delle diverse confessioni che fanno riferimento al "Dio di Abramo".
Gli ebrei evitavano di pronunciarne il nome per non profanarlo ("non nominare il nome di Dio invano", terzo comandamento secondo la tradizione ebraica, secondo comandamento secondo la tradizione cattolica), mentre nella Bibbia è reso per iscritto con il tetragramma ovvero dalle lettere prive di vocali e quindi la pronuncia del nome è a tutt'oggi incerta: gli ebrei talvolta usavano il termine Adonai, che significa "Signore", uso poi ripreso dai cristiani. Gli ebrei rabbinici continuano ad utilizzare il termine Adonai per designare il dio di Israele, mentre gli ebrei samaritani, che non hanno mai considerato proibita la pronuncia del suo nome ma solo la profanazione di quest'ultimo, lo leggono come Iahvè. La House of Dio di Yisrayl Hawkins utilizza il nome di Dio per designare il corretto nome del dio. I Testimoni di Geova, invece preferiscono continuare ad usare il termine Yehowah, italianizzato in "Geova". I cristiani hanno preferito il termine Kyrios ("Signore", in lingua greca) ovvero Dominus ("Signore", in lingua latina), tant'è che nel Nuovo Testamento il termine non viene mai usato, non essendo presente negli originali greci, mentre compare circa 6.000 volte nell'Antico Testamento.
Le chiese cristiane, compresa la Chiesa cattolica, pur avendo usato in passato sia il termine Dio (o Yahweh) sia il termine Geova (più raramente), oggi usano solo sporadicamente il termine Yahweh nella lettura di passi biblici dell'Antico Testamento e in alcuni canti religiosi. I Testimoni di Geova fanno un uso costante ed abituale del nome "Geova". Il termine Dio viene talora abbreviato in Yah o Jà (ad esempio allelu-jà, che significa "lode a Dio"). L'italiano "Gesù" deriva in ultima analisi, attraverso la mediazione greco-latina, dall'aramaico Yehošuah (in ebraico Yēshūa῾) e che pacificamente significa "Dio è salvezza", molto simile (e corrispondente per significato) al nome ebraico Yěhōshūa῾, reso in italiano come "Giosuè".

## Divinità
Divinità è il termine che a volte viene usato dall'Ebraismo per riferirsi a "Dio come Dio è in Se Stesso".

### Concezione razionalista
Nella filosofia di Maimonide e di altri filosofi ebrei razionalisti, c'è poco che possa essere basato sulla "Divinità" che non sia quello della sua "esistenza", e anche questo può solo essere asserito ambiguamente.
(Maimonide, Moreh Nevuchim)

### Concezione mistica
Nel pensiero mistico ebraico, il termine "Divinità" di solito si riferisce al concetto di En Sof (אין סוף), che è l'aspetto di Dio che si trova al di là delle emanazioni (sefirot). La "conoscibilità" della Divinità nel pensiero cabalistico non è migliore di quella che è determinata dai pensatori razionalisti. Come dice Rabbi Jacobs (1973), "di Dio, come Dio che è in Se Stesso - En Sof - assolutamente nulla si può dire, e nessun pensiero può comprenderlo".
(David ben Judah Hehasid)
Secondo l'assiriologo finlandese Simo Parpola, il concetto di En Sof, o En Sof Or, deriva dal mesopotamico Aššur (Dio trascendente), così come l'intero sistema della Cabala deriva dall'albero sacro della religione mesopotamica.

## Monoteismo
L'Ebraismo si basa su un rigoroso monoteismo: questa dottrina esprime la credenza in un solo Dio indivisibile. Il culto di molteplici dei (politeismo) e il concetto di un Dio singolo con più persone (come nella dottrina della Trinità) sono altrettanto inimmaginabili dall'Ebraismo. La principale e più importante dichiarazione per eccellenza in termini di definizione di Dio è lo Shemà Israel, originariamente apparso nella Bibbia ebraica: "Ascolta, Israele, il Signore è il nostro Dio, il Signore è Uno", anche tradotto come " Ascolta, Israele, il Signore è il nostro Dio, il Signore è uno solo" (Deuteronomio 6.4).
Dio è concepito come eterno, creatore dell'universo e fonte della moralità. Dio ha il potere di intervenire nel mondo. Il termine "Dio" corrisponde quindi a una vera realtà ontologica e non è solo una proiezione della psiche umana. Maimonide descrive Dio in questo modo: "C'è un Essere, perfetto in ogni modo possibile, che è la causa ultima di ogni esistenza. L'intera esistenza dipende da Dio e deriva da Dio."
Poiché tutta l'esistenza emana da Dio, la cui esistenza non dipende da altro, alcuni saggi ebrei hanno percepito Dio come interpenetrante nell'Universo, quest'ultimo stesso reputato una manifestazione dell'esistenza di Dio. In questo modo l'Ebraismo può considerarsi simile al panenteismo, affermando sempre un monoteismo genuino. La Bibbia ebraica e la letteratura rabbinica classica professano il teismo e rifiutano il deismo. Tuttavia, nelle opere dei filosofi ebrei medievali, come Abraham ibn Daud e Gersonide, forse influenzati dalla filosofia neoaristotelica, si può riscontrare una visione di cosiddetta onniscienza limitata.
Per l'Ebraismo, l'idea di Dio come una dualità o trinità è un'eresia - viene considerata simile al politeismo. "[Dio] causa di tutto, è Uno. Ciò non significa che è il primo di una serie, né che è uno come una specie (che comprende molti individui), né uno come per un oggetto fatto di molti elementi, né come un singolo oggetto semplice che può essere diviso all'infinito. Dio è invece un'unità dissimile da qualsiasi altra unità possibile." Ciò viene riportato nella Torah: "Ascolta, Israele, il Signore è il nostro Dio, il Signore è Uno".(6.4)
Sebbene gli ebrei affermino che i concetti trinitari di Dio siano errati, esiste una minoranza che ritiene i non ebrei che credono in tali concetti (Shituf) non colpevoli di politeismo, a patto che rispettino le Leggi noachiche.

## Divina Onnipotenza
La fede ebraica nell'onnipotenza di Dio è profondamente radicata nella Bibbia:
- "Perché Sara ha riso dicendo: «Potrò davvero partorire, mentre sono vecchia?» C'è forse qualche cosa impossibile per il Signore?" Genesi 18.13-14[28]
- "Date al Signore gloria e potenza." Salmi 29.1[29]

Anche la maggior parte della letteratura rabbinica presenta Dio con gli attributi di onnipotenza, onniscienza e infinita bontà. Questo è ancora il modo principale in cui la maggior parte degli ebrei ortodossi e molti non-ortodossi vedono Dio.
La questione della teodicea è stata sollevata nuovamente, soprattutto dopo gli orrori estremi dell'Olocausto, e diverse risposte teologiche sono emerse, che vengono esaminate sotto la voce separata: "Teologia dell'Olocausto". Le questioni centrali prendono in considerazione se e come Dio sia onnipotente e infinitamente buono, data l'esistenza del male nel mondo, in particolare la Shoah.

## Sovranità di Dio
(Samson Raphael Hirsch, Horeb, Vol. I, 4.4)

## Interrelazione umana con Dio
La maggior parte dell'Ebraismo classico considera Dio come personale, il che significa che gli esseri umani hanno un rapporto con Dio e viceversa. Gran parte del midrash e molte preghiere del siddur (libro di devozioni) raffigurano un Dio che si interessa all'umanità, più o meno allo stesso modo in cui gli esseri umani si interessano a Dio.
Harold Kushner, un rabbino conservatore, scrive che "Dio dimostra il Suo amore per noi, scendendo a colmare il divario immenso tra Lui e noi. Dio manifesta il Suo amore per noi, invitandoci a entrare in un'Alleanza (brit) con Lui, e condividendo con noi la Sua Torah."
Secondo l'Ebraismo, le azioni delle persone non hanno la capacità di influenzare Dio positivamente o negativamente. Il Libro di Giobbe nella Bibbia ebraica afferma:
Qualsiasi convinzione che un intermediario tra l'umanità e Dio possa essere utilizzato, quando necessario o anche opzionalmente, è sempre stata considerata eretica. Maimonide scrive che "Dio è l'unico che possiamo servire e lodare.... Non possiamo agire in questo modo nei confronti di nessun altro al di sotto di Dio, che si tratti di un angelo, una stella, o uno degli elementi... Non ci sono intermediari tra noi e Dio. Tutte le nostre preghiere devono essere dirette a Dio... niente altro deve essere mai preso in considerazione."
Alcune autorità rabbiniche differiscono da questo punto di vista. In particolare Nachmanide era del parere che fosse permesso di chiedere agli angeli di supplicare Dio in nostro favore. Questo argomento si manifesta in particolare nella preghiera selichah chiamata "Machnisay Rachamim", una richiesta agli angeli di intercedere presso Dio. Edizioni moderne delle Selichot includono questa preghiera.

## Natura di Dio
Dio non ha fisicità, né corporeità, ed è eterno. Una convinzione corollaria è che Dio è totalmente differente dall'uomo e non può in nessun modo essere considerato antropomorfico, come indicato nei Tredici principi di fede di Maimonide. Tutte le dichiarazioni contenute nella Bibbia ebraica e nella letteratura rabbinica che utilizzano l'antropomorfismo si reputano essere presunti linguistici o metafore, in quanto sarebbe altrimenti impossibile parlare di Dio.

## Sapienza di Dio
Secondo il Libro della Sapienza, la Sapienza di Dio ha 21 attributi:
Poiché tutto ciò viene attribuito anche a Dio, è chiaro che questa "sapienza" è considerata solo come uno strumento, non come delegato del Divino. La Sapienza parla anche del "Logos" (Siracide 2.2-3;9.1-2;16.12;18.14-16 ecc.) e questo, preso in relazione alla sua concezione particolare di Sapienza, rende il libro un anello importante della catena che porta dalla concezione assoluta di Dio dell'Ebraismo palestinese alla teoria dell'agenzia mediatrice della Parola (Λόγος, "Memra") in Filone di Alessandria. Filone è il filosofo ebreo che con coraggio, anche se non sempre in modo coerente, tenta di armonizzare l'esistenza sopramondana e la maestà del Dio Unico con il Suo essere il Creatore e Regolatore di tutto. Ripristinando il linguaggio del Tanakh, secondo il quale "dalla parola del Signore furono fatti i cieli, dal soffio della sua bocca ogni loro schiera" (Salmi 33.6) - passo che è anche alla base dell'uso targumico di Memra (vedi antropomorfismo) - e nel complesso, ma non sempre, ipotizzando che la materia fosse increata, Filone introduce il Logos come l'agente mediatore tra Dio nell‘Alto e il mondo fenomenico terreno.

### Dio e le 70 Nazioni
Molti numeri possiedono uno speciale simbolismo nell'Ebraismo - i 4 bicchieri di vino, i 5 Libri di Mosè, le 12 Tribù d'Israele, i 613 mitzvot, ecc. - ma un numero che forse non è stato considerato troppo speciale è il numero 70.
Il Midrash Alpha Beisa spiega il significato importante di questo numero:
Il rabbino Judah Loew, noto anche come il Maharal di Praga (1520 c. -1609), scrive che il numero sette rappresenta l'interezza di questo mondo naturale, che fu creato in sette giorni (sei giorni di creazione, completati nello Shabbat) e che dureranno per settemila anni (seimila anni, più uno Shabbat di mille anni - cfr. Talmud Sanhedrin 97a). Inoltre qualsiasi numero per dieci rappresenta il suo pieno potenziale espanso – cosicché settanta di qualcosa rappresenta tutti i potenziali aspetti di tale cosa nel mondo naturale.
Il Maharal di Praga scrive inoltre che il numero 70 è basilare per i punti fondamentali della storia: dopo il Diluvio, settanta nazioni discesero da Noè; settanta lingue emersero alla costruzione della Torre di Babele; la nazione ebraica iniziò con le settanta persone che andarono in Egitto con Giacobbe; e nel Mondo a venire, le settanta nazioni principali riconosceranno Dio come l'Unico e Solo Signore del mondo.
Rabbi Avraham Chaim Feuer, nel suo importante commentario ai Tehillim, cita Rabbi David Feinstein che spiega il significato dei molti paralleli del numero 70 – settanta nazioni, settanta membri della famiglia di Giacobbe, settanta lingue principali, settanta configurazioni della Torah, ecc. – come segue:
Un altro parallelo del numero 70 ha a che fare con il punto decisivo finale della storia:
Salmi 20, che inizia con le parole "Lamnatzei'ach Mizmor L'Dovid – Al maestro del coro, un Salmo di Davide.", viene recitato quotidianamente verso la fine del servizio della preghiera Shacharit. In questo Salmo, si chiede a Dio: "rispondici, o Signore, quando ti invochiamo" nei momenti di grande sofferenza e angoscia. Il Gaon di Vilna, nello Yahel Ohr (2:119:2) nota che ci sono settanta parole in questo Salmo, corrispondenti ai settanta anni di travagli e sofferenze - che i testi classici riportano come le "doglie della nascita del Messia"- che il popolo ebraico dovrà provare prima che il Messia arrivi e li redima. L'augurio del Gaon è che tutti meritino di vedere l'era messianica, quando tutte le settanta nazioni del mondo si uniranno con il popolo ebraico - sotto un'unica Torah e un Unico Dio.

## Studi recenti
Negli ultimi decenni ci sono state notevoli nuove scoperte, sia iconografiche che epigrafiche, che hanno ispirato un revival di interesse per la religione israelita e le radici del monoteismo ebraico. Nessun consenso è stato raggiunto dagli studiosi sulle origini del monoteismo nell'antica Terra di Israele, ma Yahweh "chiaramente è derivato dal mondo degli dèi del Vicino Oriente antico".
Esistono altri nomi di Dio che non hanno termini di paragone al di fuori di Israele. Altro esempio simile è la comune radice El di Allah, alcuni nomi propri di persona dell'Antico Testamento (Elia, Eleazaro,..), per arrivare ad Emmanuele (Gesù Cristo a Emmaus), fatto che proverebbe la comune radice del Dio delle tre maggiori religioni monoteistiche.
Altri studiosi non negano le somiglianze fonetiche e di significato fra i nomi di Dio, angeli e demoni in lingue diverse, anche dello stesso periodo storico. L'ebraismo ha a sua volta influenzato profondamente le credenze religiose di altre civiltà, come quella persiana che eredita in larga parte la demonologia giudaica (si veda ad esempio la voce Asmodeo).
Per chi crede alla reale esistenza di tali entità spirituali eterne, queste convergenze storiche, artistiche e linguistiche, non sono tanto la prova dell'evoluzione di una comune mitologia, ma di un rapporto personale, diretto e nominativo dell'uomo con tali entità spirituali che sono rimaste immutabili attraverso luoghi, tempi, lingue e civiltà diverse.

## Primi Israeliti, politeismo e origini dell'Ebraismo
Alla luce di quanto ci viene rivelato da scavi e ritrovamenti archeologici, dai quali si intuisce che i primi Israeliti avevano cercato di distinguersi dai popoli vicini al loro territorio, in particolare dai Cananei, appare piuttosto interessante che Dio, proprio una delle divinità introdotte nel pantheon cananeo durante la cattività babilonese, sia divenuta durante il VI secolo a.C. il dio nazionale ed unico del popolo d'Israele. Le testimonianze archeologiche dimostrano che gli Israeliti durante questo periodo erano entrati a far parte del popolo dei Cananei. Dio (che dai Cananei veniva chiamato anche Yahu o Yahwi) veniva considerato un dio della guerra , al pari quindi di altre divinità simili come ad esempio El , ed era uno dei personaggi del ciclo mitologico di Baal . Asherah, considerata spesso la dèa consorte di El nel pantheon cananeo, in numerose iscrizioni israelite più recenti viene ritenuta essere invece la consorte di Dio. Inoltre migliaia di statuette di creta riportate alla luce suggeriscono che in realtà i primi Israeliti non adoravano un solo dio, bensì una moltitudine di dèi, e quindi erano politeisti.
Appare quindi probabile che l'adorazione di Dio si sia originata nel sud della terra di Canaan (Edom, Moab, Madian) a partire dall'Età del bronzo (XIV secolo a.C.) e che il suo culto sia stato diffuso a nord dalla popolazione nomade dei Cheniti. Cornelis Petrus Tiele, ideatore dell'"ipotesi Chenita" (1872), riteneva che storicamente Dio fosse stato una divinità dei Madianiti e che il profeta Mosè fosse uno di loro; sempre secondo Tiele, sarebbe stato Mosè a portare dal nord ad Israele il culto di Dio. Quest'idea è basata su un'antica tradizione (Libro dei Giudici 1,16,4,11) che vuole il padre adottivo di Mosè essere stato un sacerdote Madianita di Dio, che, per così dire, voleva preservare il ricordo dell'origine Madianita del dio. Mentre dagli studiosi e dagli storici moderni viene ampiamente accettato il ruolo che i Cheniti hanno avuto nel trasmettere il culto di Dio, quello di Mosè trova poco supporto negli studi moderni.
In base ai ritrovamenti archeologici e alle iscrizioni rinvenute negli ultimi decenni nei siti delle città-Stato cananee, oggi gli studiosi propendono a scartare l'ipotesi che Dio in origine appartenesse al pantheon cananeo, poiché non compare nemmeno nei testi mitologici di Ugarit. La maggior parte degli accademici è concorde invece nel ritenere che il culto di Dio abbia avuto origine fuori da Israele, verso sud, nella terra di Madian (oggi Arabia nord occidentale), tra la fine dell'Età del bronzo e l'inizio dell'Età del ferro; inoltre l'epiteto Dio di Teman sull'iscrizione di Kuntillet Ajrud e il toponimo Shasu di Dio in alcuni testi egizi risalenti alla XVIII dinastia (XIV-XIII secolo a.C.) avvalorano la veridicità della teoria sull'origine madianita di Dio, che sarebbe quindi stato adottato come dio nazionale dagli ebrei in seguito.

## Monolatria e monoteismo ebraico
La Bibbia ebraica, che è testo sacro, oltre che per gli ebrei (limitatamente all'Antico Testamento), anche per i cristiani e per i musulmani, descrive Dio come il vero Dio che ha condotto il popolo ebraico fuori dall'Egitto, fornendolo dei Dieci comandamenti. Dio è un "dio geloso" (secondo l'esatta definizione del testo biblico), perché redarguisce gli Ebrei relativamente al culto di divinità di altre nazioni o alla fabbricazione di idoli.
L'identità di Dio come dio unico e universalistico perché artefice del mondo, da un lato, e come dio nazionale ed etnico, in quanto unico dio cui Israele deve tributare il culto, dall'altro, oscilla tra le due versioni anche in ragione della datazione dei testi biblici e dei diversi contesti.
Così, nella Genesi, il tema della creazione accentua evidentemente il carattere universalistico dell'opera di Dio: non esistono Ebrei in quella fase in cui Dio dà forma all'informità pristina. Ed i "libri narrativi" tendono ad accentuare il carattere universalistico di Dio, almeno nelle vicende relative ad Adamo, Eva, i primi patriarchi. Il quadro di riferimento è dunque più vasto che non il racconto delle vicende del popolo ebraico. Il racconto di Genesi, 1-3 è peraltro vicino alle cosmogonie delle civiltà vicine: non manca una tendenza antropomorfizzante (ad esempio, nel riferimento al riposo di Dio al settimo giorno della creazione o nell'ira che manifesta di fronte all'infrazione del berit, ossia del patto tra Dio e il suo popolo) e la descrizione della creazione come imposizione di ordine al caos.

## Elementi fondamentali dell'antica religiosità ebraica

### Il patto di Dio con il popolo ebraico

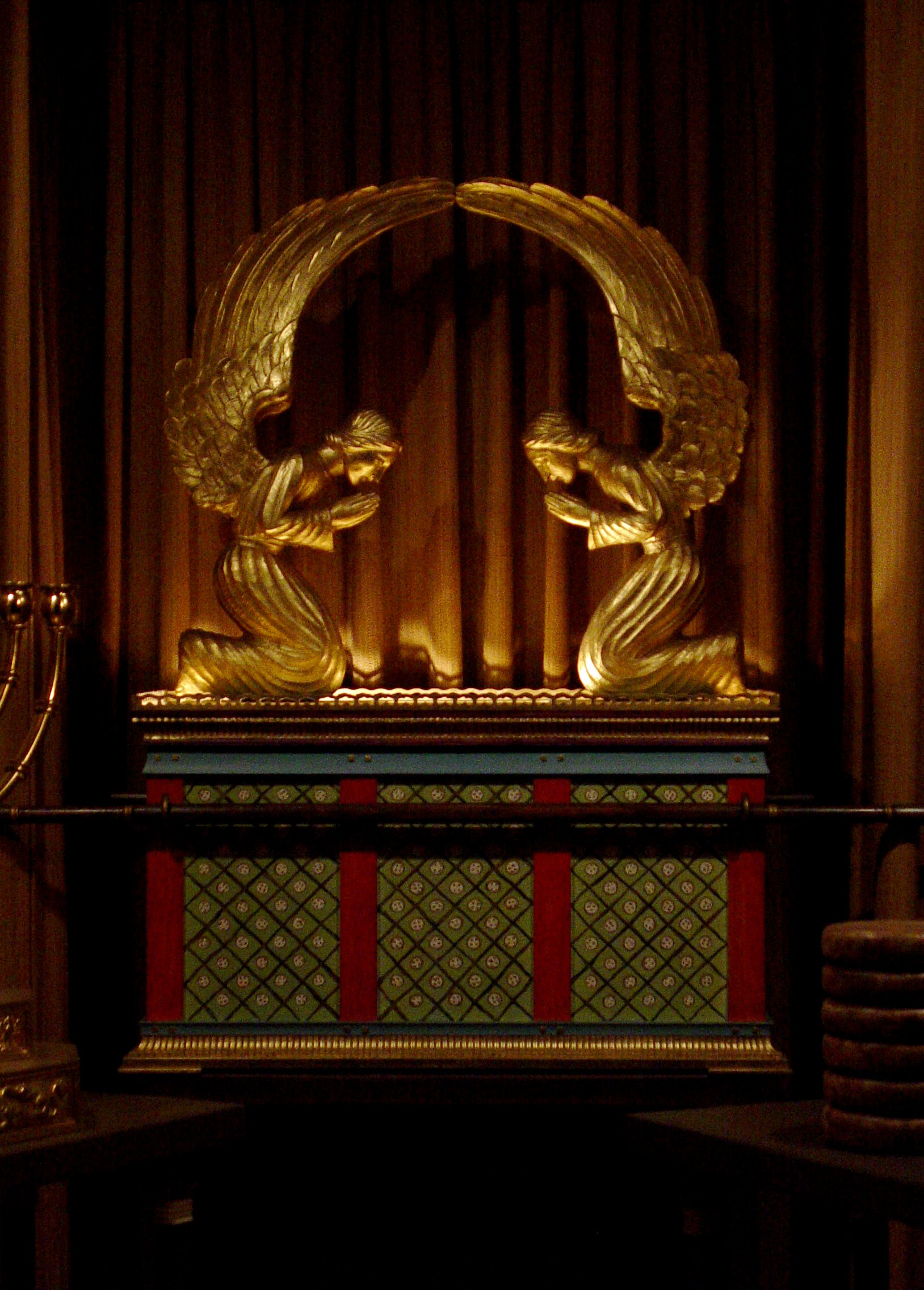
Ipotetica ricostruzione dell'Arca dell'Alleanza

Il rapporto tra Dio e il popolo ebraico è descritto dai cosiddetti "libri narrativi" della Bibbia come berit, termine che va tradotto "patto" o "alleanza", ma che sta anche per "promessa" e che è reso nella Bibbia dei Settanta come diathèke e nella Vulgata di Girolamo come testamentum. Il racconto biblico può essere considerato il racconto della storia di questa alleanza fra Dio e il suo popolo, il quale in più occasioni infrange il patto, incorrendo in punizioni, in calamità che giungono a minacciarne l'esistenza. L'infrazione, nel racconto biblico, è intesa fondamentalmente come abbandono del culto esclusivo di Dio, tanto in favore di un sincretismo con le divinità locali della regione di Canaan, quanto in vista di una vera e propria sostituzione nel culto, ad esempio in favore del dio fenicio Baal. Ma anche l'errore nell'espletare l'attività cultuale, pur nel riconoscimento della divinità nazionale, è considerato, nel racconto biblico, foriero di sventure.
Esposizione della legge e racconto storico, nei libri "apodittici" (Esodo, Levitico, Numeri, oltre che Deuteronomio) e in quelli "narrativi" (Giosuè, Giudici, Primo e secondo libro di Samuele, Primo e secondo libro dei Re) della Bibbia, sono intimamente legati, perché nella storia delle venture ebraiche è contenuta anche la consegna della legge. Al di là del valore embrionale (sul piano nomocratico) degli incontri tra Dio e i patriarchi, momenti salienti di questa consegna sono ritenuti tradizionalmente l'incontro con Mosè sul monte Sinai (Esodo, 20.1-17) e il ritrovamento di un libro delle leggi nel Tempio di Salomone ai tempi di Giosia (Secondo libro dei Re, 22.3-13), libro che si suppone corrisponda al Deuteronomio.
I momenti salienti del berit
- Con Noè: Genesi, 9.9-17[65]
- Con Abramo: Genesi, 15.18[66]
- Con il popolo ebraico: Esodo, 19.5-6[67]
- Con Davide: Salmi, 88.4-5[68]

### La preghiera
È a questo "dio geloso" che vengono indirizzate le speranze dei profeti, sia in direzione del perdono che della catastrofe, e il lirismo dei Salmi. La "nomocrazia" dei "libri apodittici" fa riferimento al volere di Dio sia per quanto riguarda l'aspetto prettamente religioso che per l'aspetto etico-morale e sociale della vita ebraica. Inizialmente, però, i personaggi biblici delle origini, che, come è ovvio, non hanno a disposizione "il Libro", volgono a Dio le loro preghiere per ottenerne un'indicazione o un premio.
Nel racconto biblico, pregano anche i patriarchi e i re. I Salmi stessi, in grossa parte, sono preghiere.

### Il sacrificio

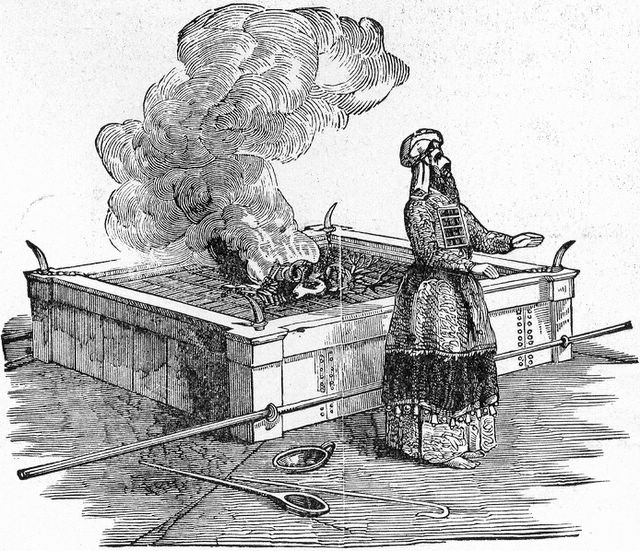
Il Sommo sacerdote offre un capro in sacrificio a Dio durante la celebrazione dello Yom Kippur. Illustrazione di Henry Davenport Northrop da Treasures of the Bible (1894).

"I racconti biblici fondano il sacrificio cruento come corretto ed efficace mezzo di comunicazione fra la sfera umana e la divina". La predilezione di Dio per il sacrificio cruento di animali è attestata in Genesi. Noè offre animali in sacrificio non appena scampa al diluvio ed è a quel punto che Dio gli detta le regole per consumare gli animali avendo cura prima di scolarne il sangue.
Come detto, l'errore nella pratica cultuale compromette questa comunicazione tra uomo e dio. I peccati dei figli di Eli o quelli di Saul si configurano come difetti cultuali, che denunciano, in effetti, poco rispetto nei confronti di Dio.
La tipologia del sacrificio corretto è descritta nei "libri apodittici": possono essere sacrificati a Dio bovini, caprini, ovini, volatili.
I tipi fondamentali del sacrificio (e a questo schema i testi biblici sono sostanzialmente fedeli) sono:
- עלה, con nikud עֹלָה, ("salire, salire a"[75], le ceneri dell'animale "salgono" verso l'alto), tradotto come olocausto[76][77] (ascende in fumo[75]), nella Torah è il primo sacrificio menzionato per nome[78]: la vittima viene sgozzata dall'offerente (che dev'essere un sacerdote, nel caso di volatile) e bruciata totalmente; nel caso d'un quadrupede la pelle viene risparmiata; l'offerta spetta interamente alla divinità.
- zebaḥ ṡelamim - sacrificio di comunione o "pacifico": la vittima viene sgozzata come per l'olocausto, ma fatta a pezzi; le parti grasse, le viscere, fegato e reni vengono offerte alla divinità; il resto viene diviso tra il sacerdote e l'offerente, che lo consuma in un pasto cultuale con i familiari.
- sacrifici espiatori[79]: all'offerente non è destinata alcuna parte dell'offerta, che va ai sacerdoti o bruciato fuori del santuario. Sono distinguibili in:
  - ḥaṭṭa't - "sacrificio del peccato": serve ad espiare un grave peccato (tanto del Gran Sacerdote quanto della comunità) e comporta un'articolata procedura di manipolazione del sangue dell'animale.
  - 'aṣam - "sacrificio di riparazione": è un pagamento al sacerdote o alla parte lesa di una somma pari al contenzioso di cui si ha colpa, maggiorata di un quinto.
- Analogo ai sacrifici espiatori è il rito del capro espiatorio.

Assai peculiare risulta poi il sacrificio officiato per la Pasqua. Oltre ai sacrifici cruenti, venivano offerti vegetali, pani non lievitati, incenso.

#### Il sacrificio umano
(Dio in Geremia capitolo 19 versetto 5)
La Bibbia, in genere, condanna i sacrifici umani. La richiesta che Dio fa ad Abramo di offrire in olocausto Isacco sottolinea l'obbligatorietà del dettato divino in tutti i casi, perché ne è implicata la fede. Il filosofo danese Søren Kierkegaard, in Timore e tremore (1843), osserva che l'etica religiosa di Abramo, superiore a qualsiasi altro tipo di "etica", è pronta ad "ubbidire" in tutti i casi, anche i più estremi.
Il racconto del sacrificio della figlia di Iefte non presenta condanne esplicite. Mentre la tradizione ebraica e altri studiosi ipotizzano che quello della figlia di Iefte fu un vero sacrificio umano, altri teologi, accademici e biblisti, lo escudono. Ad esempio il biblista, teologo ed accademico Bullinger asserisce: "Possiamo concludere dall'intero volume delle Scritture, come pure dai Salmi 106:35-38, Isaia 57:5 ecc. che il sacrificio umano era un'abominazione agli occhi di Dio; e non possiamo immaginare che Dio l'avrebbe accettato, o che Iefte avrebbe offerto, sangue umano. Sostenere questa idea è una diffamazione su Jehovah come pure su Iefte".
Questo però contrasta con quanto Dio stesso dichiara ad Ezechiele in 20-25,26:
(Dio in Ezechiele capitolo 20 versetti 25,26)

### L'anatema
Una pratica spesso descritta nella Bibbia è il ḥerem ("anatema"): il popolo combattente votava alla distruzione il nemico e ciò valeva tanto per le persone quanto per i beni (inclusi gli animali). È evidente che questa pratica entrava in qualche modo in conflitto con quella sacrificale, in quanto gli animali catturati al nemico e distrutti per il ḥerem non potevano essere sacrificati a Dio.

### I sacerdoti
Le pratiche cultuali, eccetto che nel caso dei patriarchi (che le mettevano in pratica in proprio, in qualità di capifamiglia), erano coordinate dal clero. Sui sacerdoti abbiamo informazioni soprattutto dal Levitico (libro che, nella tradizione greca prende il nome dalla tribù di Levi). Al tempo dei patriarchi, gli Ebrei non sono ancora qualificati come "popolo" ed è per questo che, nel Genesi, non si parla di una "casta funzionale": si menzionano invece sacerdoti di altre nazioni, Egizi o Cananei, o il misterioso re di Salem, il sacerdote di El Elyon Melchisedec.
I Leviti sono descritti, nel testo biblico, come una tribù senza territorio: "il loro territorio [...] è appunto il servizio sacerdotale, dal quale traggono il proprio sostentamento". La presenza della radice mlk ("re") nel nome di diversi sacerdoti (e lo stesso vale per Melchisedec) ha fatto pensare ad un legame speciale fra l'istituto sacerdotale e quello monarchico.
Se l'ipotesi di una redazione dei testi canonici in età post-esilica è valida, è possibile leggere molti dei passi biblici relativi ai conflitti interni alla casta sacerdotale in funzione delle rivalità che si svilupparono al rientro (538 a.C.) dall'esilio babilonese, deciso e messo in opera da Nabucodonosor II nel 587 a.C. Il sacerdozio degli esiliati si reputava discendente di Sadoq, il sacerdote che nel Primo libro dei Re (2.35) prende il posto di Abiatar. Il sacerdozio palatino, invece, quello che avevo seguito le alterne sorti della monarchia "suddita" dei Babilonesi, rivendicava una discendenza da Aronne. La vittoria dovette essere dei sadociti: come tali vengono identificati i sommi sacerdoti del Secondo Tempio. In questa luce potrebbe spiegarsi il racconto del peccato di Aronne (Esodo, 32.1-6), assimilabile ai vitelli d'oro che Geroboamo porrà a Bethel e Dan (Primo libro dei Re, 12.26-30).
La maggioranza dei biblisti è convinta che "la competenza specifica dei sacerdoti ebraici descritti dalla Bibbia non è tanto il sacrificio quanto la divinazione". Si è già detto del fatto che, nel Genesi, i patriarchi gestiscono in proprio il sacrificio, anche in assenza di sacerdoti (quelli yahwisti ovviamente mancano nel Genesi).
Per la divinazione, i sacerdoti si servivano di oggetti conservati in un pettorale dell'efod: tale cleromanzia si svolgeva come domanda di fronte a due alternative. All'una e all'altra alternativa erano associati degli oggetti, detti urim e tummim. Questa forma di divinazione è già scomparsa nelle narrazioni bibliche che si riferiscono ai tempi di Davide e l'interrogazione della volontà divina passa interamente ai profeti.
La funzione dei sacerdoti in epoca arcaica è, dunque, di difficile interpretazione. Altrettanto difficile risulta comprendere il rapporto fra i sacerdoti e la Torah, che in alcuni passi è intesa non tanto come testo sacro, ma piuttosto come "istruzione", "insegnamento" e in certi passi addirittura come "pratica divinatoria" (anche l'etimologia del termine indirizza verso questa conclusione).

### I santuari

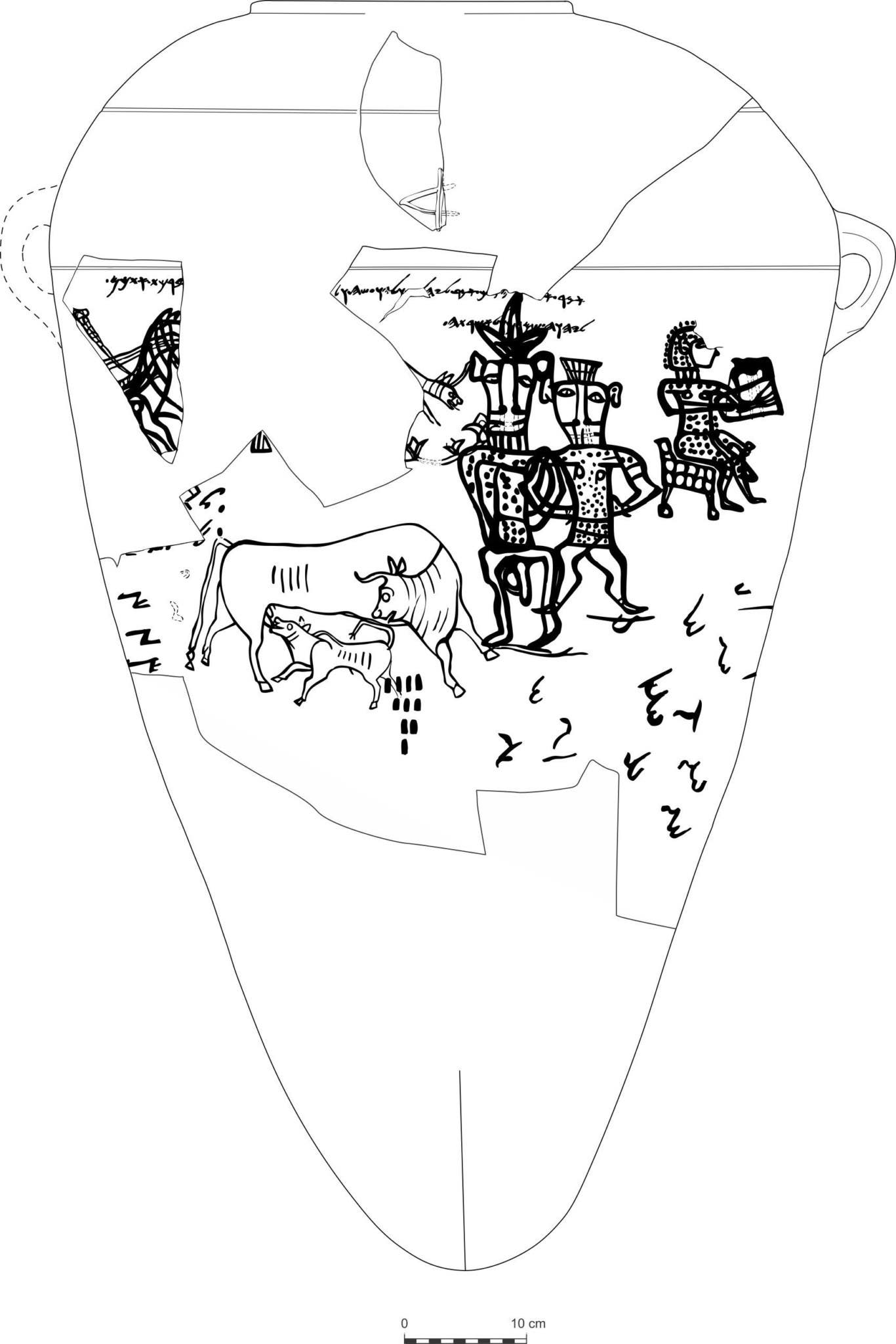
Iconografia della giara di Kuntillet Ajrud, con tre figure antropomorfiche e l'iscrizione "Dio [...] e la sua asherah"

Mentre i testi apodittici identificano il luogo santo con la sola Arca dell'Alleanza, quelli storici, dalla Genesi in poi, parlano di santuari veri e propri. Il termine bet (ב, "casa") indicava l'area sacra piuttosto che il sacello in quanto costruzione, mentre sono quasi assenti riferimenti a simulacri o rappresentazioni figurative, se non in relazione a santuari non israeliti. Nella Bibbia si parla poi spesso di stele (maṣṣebot). La bamah ("alto luogo") è talvolta connotata negativamente. Si trattava, secondo Vaughan, di un imponente altare monumentale, ma, al di là di questa interpretazione, il contesto resta oscuro. Quanto alla 'asherah, poteva trattarsi di un oggetto ligneo, dato che in molti punti della Bibbia si dice che viene bruciato.
Per quanto vi sia nella Bibbia in generale abbondanza di riferimenti ai santuari, ogni libro ha il suo "sistema" e connota con autonomia l'uno o l'altro positivamente o negativamente, così come ne giudica l'autorevolezza e l'antichità. Così, da una parte, il mito legato al sogno di Giacobbe e alla costruzione dell'altare (in quel luogo che Giacobbe chiamerà El-Bethel, "il dio di Bethel") è assolutamente positivo, in quanto fondante l'idea stessa di santuario ebraico. Ma già quando di Bethel si parla in relazione alla coppia di santuari di Geroboamo (Dan e, appunto, Bethel) lo si fa in modo negativo, mentre in altri punti della Bibbia i giudizi sono discordanti. Per Dan, invece, il Libro dei Giudici conferma la condanna, legando il santuario ad un ephod d'argento rubato e rifuso.
Complessivamente, solo due sembrano i luoghi assolutamente corretti per il culto: l'Arca stessa e il tempio fatto costruire da Salomone. È poi significativo che la costruzione del tempio suggelli il passaggio da un'epoca turbolenta (segnata dall'esodo, dalla conquista della terra, dal governo dei Giudici) ad una più stabile e pacifica. Il senso di questo passaggio è rafforzato dal fatto che a costruire il tempio non sia Davide ma il figlio Salomone (šalom, "pace").

### L'aldilà
È stato ipotizzato che la quasi assenza di riferimenti a riti funebri nella Bibbia possa essere dovuta a una presa di distanza da una tradizione religiosa in cui aveva invece forte peso il culto dei morti (particolarmente dei re). I libri apodittici di fatto non prescrivono alcunché intorno ai riti di sepoltura. Pure, esiste un immaginario biblico relativo alla morte, così come si può ricavarlo dai racconti di funerali di patriarchi e re o dai Salmi (in cui abbondano i riferimenti all'oltretomba). Secondo Brichto (1973), i riti funebri degli antichi Ebrei si fondavano sul rapporto tra possesso della terra da parte dei discendenti e memoria che costoro hanno del defunto. La terra garantisce la continuità del sangue: la memoria dei discendenti garantisce attraverso i riti la sorte del defunto. Mancanza di discendenti e conseguente cessazione dei riti, ma anche lo sradicamento dei gruppi familiari, determinano un peggioramento della condizione del defunto.
Resta comunque vero, come afferma Podella (1987), che il panorama che dell'aldilà offre la Bibbia è il meno ricco tra quelli delle altre culture del Vicino Oriente antico. Il mondo dell'aldilà è indicato con il termine še'ol, un luogo oscuro, una sorta di prigione sotterranea. In certi casi, certi simbolismi si appoggiano sulla personificazione della morte, come nota Tromp (1969). A dispetto dell'importanza dei riti funebri, non si evince l'esistenza di un'"ideologia della ricompensa": non c'è insomma un rapporto esplicito tra condotta terrena e sorte nell'oltretomba.

## Dio e la monarchia
Nel corso della storia dei due regni, in rari momenti, il culto di Dio godette del favore dei monarchi, con tentativi di riforma in direzione yahwista, anche se sempre su incitazione di figure estranee alla monarchia, in particolare dei profeti. Tre sono gli episodi più significativi, riferibili ai seguenti re:
- Iehu, re di Israele (842-815 a.C.) in Secondo libro dei Re, 9-10[114] che spodestò Iehoram (849-842 a.C.): il racconto biblico lega l'iniziativa di Iehu all'intransigenza del profeta Elia e al discepolo di questi, Eliseo.
- Ezechia, re di Giuda (715-686 a.C. circa[115]).
- Giosia, re di Giuda (640-609 a.C.) e la sua riforma, la cui portata è comunque oggetto di dibattito tra gli storici.

## Il riduzionismo critico
La ricostruzione del culto di Dio non può non partire dal testo biblico. Gli studi sono stati spesso latori di una "riduzione", sensibile alle istanze di una religiosità ormai fortemente connotata in termini yahwisti, con l'accentuazione di un monoteismo che neppure la stessa Bibbia sembra provare. È al contrario nell'ottica della sconfessione del patto in favore di altre divinità (come Astarte, Baal o Asherah) o l'adozione da parte del popolo ebreo di pratiche ritenute "negative" dalla religione codificata posteriormente, come la necromanzia, che va letto il ribadirsi costante del berit (cioè, l'alleanza tra Dio e il suo popolo) a fronte di un rapporto tanto tormentato.
Un altro aspetto di questa riduzione da parte della critica consiste nell'appiattimento della fede ebraica nei termini di un quadro unitario che scritti così eterogenei come quelli biblici non possono offrire. Se è impossibile sperare di ricostruire le caratteristiche storiche del culto dei patriarchi (e anzi nella loro storicità "nemmeno gli studiosi più tradizionalisti credono più"), è almeno possibile rievocare quelle dell'età monarchica (1000 a.C. circa). Oltre al dato del racconto biblico, la figura di Dio e il suo rapporto con gli Ebrei va rivisto alla luce di nuovi dati archeologici e epigrafici, anche relativamente alla datazione dei testi biblici.

## L’interpretazione di Steiner
Per Rudolf Steiner Yawheh (Jehova nel testo) è una divinità lunare che seguì il distacco della Luna dalla Terra. Egli si distaccò dagli Elohim instillando nell’uomo la coscienza dell’io.